# Livia limbata
Livia limbata är en insektsart som först beskrevs av Antoni Stanisław Waga 1842.  Livia limbata ingår i släktet Livia och familjen rundbladloppor. Inga underarter finns listade i Catalogue of Life.